# Stardust (band)
 For alternative betydninger, se Stardust. (Se også artikler, som begynder med Stardust)
Stardust var et musikalst samarbejde mellem producerne Thomas Bangalter og Alan Braxe, og sanger Benjamin Diamond.
Projektet udgav det populære nummer "Music Sounds Better with You" i 1998. Sangen var baseret på et sample af "Fate" af Chaka Khan fra 1981. Singlen blev indspillet i Paris af Daft House productions. Thomas Bangalter er en del af Daft Punk.
Bangalter, Braxe og Diamond har ikke arbejdet sammen efterfølgende.
Videoen til singlen "Music Sounds Better with You" var instrueret af Michel Gondry. 